# عين سوف (قبالة)
عين سوف ((بالعبرية:אין סוף، بدون حدود، اللا محدود، اللانهائي)، هو مصطلح يستعمل في القبالة اليهودية للدلالة على الله في حالته الأساسية قبل إظهار نفسه بخلق أية حالة روحية. يعتقد أنها مستمدة من مصطلح لسليمان بن جبيرول (1021م - 1070م) «اللانهائي». ويمكن ترجمة عين سوف بالانهائي أو الأزلي. وكان أزرئيل (1160م - 1238) هو أول من استعملها والذي استعمل النفي في توصيف الله الذي لاغرزة له، ولا يفكر ولا يستعمل الكلمات ولا يقوم بعمل. ولهذا، الدلالة لعين سوف أنه من المستحيل فهم الله لأنه لا يمتلك أي توصيف يمكن أن يفهمه الوعي الإنساني. وهي جذر لتعبير «آوهر عين سوف» (النور اللامحدود) والذي يمثل التناقضية معرفة الله لذاته التي تنفيها العين سوف حتى من قبل الخلق. في القبالة اللوريانية، أول فعل للخلق كان «التزتزوم» أي قيام الله بتقليص «النور اللامحدود» لإنشاء مساحة افتراضية لإفساح المجال لتكوين عالم محدود ومستقل. وهذا التقليص الأساسي إنشاء مساحة فارغة (بالعبرية: خلال هابانوي חלל הפנוי) والذي يسمح بإطلاق نور محدود وهو أول الخلق. في اليهودية الحسيدية، فإن التزتزوم هو الاختفاء الافتراضي للنور اللانهائي مما آدى لنشوء أحادية الوجود. لذلك، تركز الحاسيدية على أتزموس (جوهر الإله) والتي هي موجودة في الألوهية العظمى التي هي أعلى من العين سوف. وهي محدودة باللامحدودية والتي تظهر من خلال التوراة والروح.
وخلق التزتزوم لمساحة فارغة تماما، أدى لإنشاء مساحة للعوالم الروحية والمادية وكذلك حرية الاختيار. لذلك، يعبر عن الله بالقبالة التقليدية بتعبير «ها هاكوم» (بالعبرية: המקום وتعني المكان أو الكلي الوجود).

## الشرح
قدم الزوهار شرحا لعين سوف كالتالي:

قبل آن يعطي الله أي شكل للعالم، وقبل أن يخلق أي شيء، كان وحيدا من دون شكل ولا يشابه أي شيء. فمن هو الذي يستطيع أن يتفقه كيف كان قبل الخليقة؟ لهذا، من المحرم إعطائه أي شكل أو تشيهه بأي شكل أو حتى تسميته بإسمه المقدس، كما لا يجب الدلالة عليه بأي حرف واحد أو أي نقطة واحدة. لكن، بعد خلقه للإنسان، استعمله كعربة لينزل استعمل الإنسان كوسيلة للنزول وطلب ذكره بحسب شكله وهو اسم «يهوه» المقدس.
بمعنى أخر، عين سوف يدل على «المخلوق الذي لا اسم له». وفي ما بعد، اختصر الزوهار التسمية بكلمة «عين» (غير موجود) لأن مفهوم الله يتفوق على كل إدراك يمكن للإنسان أن يتفهمه مما يجعله مماثلا لعدم الوجود.
كما قام المفكرون الباطنيون اليهود في العصور الوسطى، مثل الحاخامين اسحق الأعمى وأرئيل، بشرح العلاقة بين «عين سوف» وكل الوجود المادي العقلاني الأخر. فمثلا، شرح الحاخام جودا هايات العين سوف قائلا:
لا يمكن استعمال أي اسم أعطي لله في التوراة كدلالة عليه قبل الخلق وتمثيل نفسه للعالم لأن الأحرف التي ستستعمل لإسمه وجدت بعد الخليقة... بالإضافة، اعطاء اسم تحد من توصيف لحامله، وهذا مستحيل في حالة عين سوف. 

## السفروت العشرة

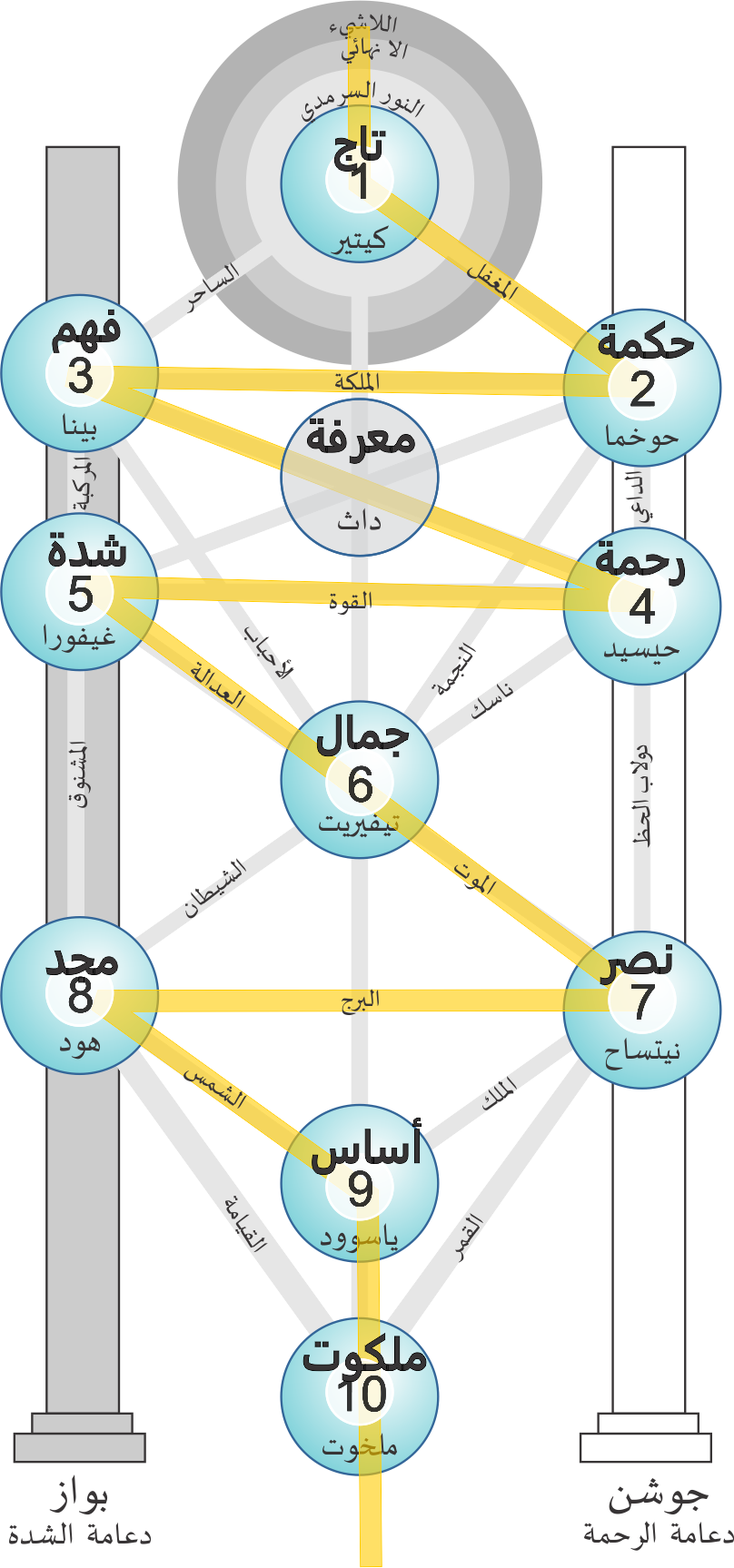
السفروت العشرة

بالنسبة للفيلسوف اليهودي، غيرشوم شوليم، فإن السفروت (الانبعاثات) العشرة هي انبثاق من العين سوف. السفروت هي انبعاثات من الطاقة التي تمثل شجرة الحياة القبالية والتي تفسر تكوين العوالم المادية والروحية.
سبق خلق السفورات العشرة مرحلة قامت بالخفاء تسمى التزتزوم والتي أنشاءت فضاء تسمح بخلق المخلوقات بشكل مستقل عن الخالق. ترتيب السفروت العشرة بحسب تكوينها هي:
000: آيين (بالعبرية: אין، لا شيء).
00: عين سوف (بالعبرية: אין סוף، اللامحدود)
0: أوهر عين سوف (بالعبرية: אור אין סוף، النور الانهائي)
-: تزيمتسم (بالعبرية: צמצום، الانكماش)
1: كيتير (بالعبرية: כתר، التاج)
2: خكمة (بالعبرية: חכמה، الحكمة)
3: بينه (بالعبرية: בינה، الفهم)
4: غيدولا (بالعبرية: חסד، الرحمة)
5: غيفوره (بالعبرية: גבורה، الشدة)
6: تيفيريت (بالعبرية: תפארת، الجمال)
7: نيتزاخ (بالعبرية: נצח، تصر)
8: هود (بالعبرية: הוד، مجد)
9: يسود (بالعبرية: יסוד، أساس)
10: مالاكوث (بالعبرية: מלכות، ملكوت)
وتصور السفروت بمثلثات تمثل انعكاس بين الحالات المفخمة للوجود وبين الحالات الدنيوية للوجود:
- أيين، عين سوف، أهر عين سوف
- كيتير، خكمة، بيناه
- غيدولا، غيفورج، تيفيريت
- نيتزاخ، هود، مالاكوث.

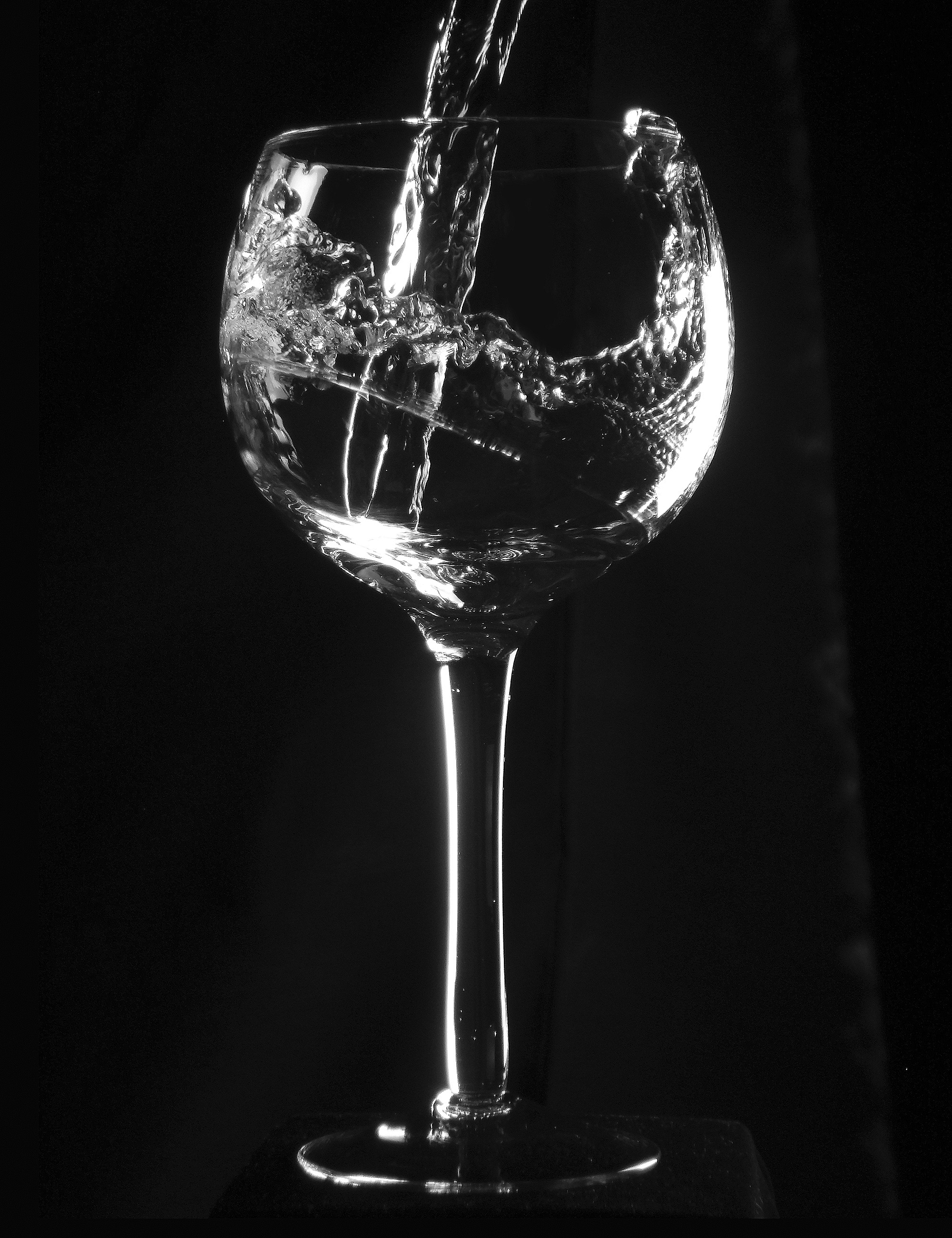
يتكون السفروت من ضوء منصب في وعاء، مثل ماء مصبوب في كوب. مع آن الماء يأخذ شكل الكوب، الا أن خصوصيته لا تتغيو.

ولتفادي سوء الفهم الذي قد يؤدي إلى الإيمان الوثني أو الإيمان بالثنائية أو تعدد الألهة، يؤكد القباليون أن حدود السفروت العليا هو عين سوف وبالتالي، لا وجود للسفروت من دون وجود عين سوف. وهنا، يحدث تنافد فكري إذ أن توصف السيفرات بأنها إلهية بحد ذاتها مع التأكيد أنهم وسائل لتعليل وجود الله. ولحل هذه الإشكالية، شرح الحاخام موسى بن يعقوب القرطبي مستعملا استعارة بحيث قال أن السفروت هي كمثل سائل في إناء. فكما يتخذ السائل شكل الإناء مهما اختلف شكله وبكل الأحوال، مصدر السائل هو واحد مهما بدى شكله مختلفا. كذلك، ينبثق السفروت من مصدر واحد مع أنه يبدو بمظاهر مختلفة.

## أتزموس
قامت اليهودية الحاسيدية بتطبيق الاُفكار الغموضية التصاعدية للقبالة على التفاسير السيكولوجية. فالمصطلح الحاسيدي الذي يستعمل للدلالة على المصدر الإلهي هو «اتزموس» (الجوهر). فيبينما يمكن للعين سوف أن تكون لانهائية، فإن الأتزموس هو أبعد من ثنائية المحدود/اللامحدودية لأنه متجذر في الإله الأعلى. مثل الإتزم، فهي تتخطى كل المستويات كما أنها تتغلغل في كل مستوى. ويوجد في المتناقضة الحسيدية لفكرة اللاكونية للوحدانية الوجودية. وبالنسبة لحاسيدية، فإن:
- القبالة تماثل عالم الانبعاثات (بالعبرية: علم آتزيلوس، עוֹלָם אֲצִילוּת) لسفروت خكمة والروح التصاعدية للتشياح.
- الفلسفة الحاسيدية تماثل تماثل عالم الإنسان الأعلى وسافروت كيتير وجوهر روح يشيدا.[6]

عَّلم الحاخام بال شيم توف أن الانعكاس الحقيقي للأتزموس هو تطبيق الشعائر والقيم والصلوات اليهودية بإخلاص. وهكذا، أعطى الحاسيديون تشديد جديد على تطبيقات لاستيعاب واستعمال العامة للشعائر بدلا من تعظيم دراسة التوراة. وخافهم بذلك المسناغديم (الخالفون) الذين عظموا دراسة التوراة.

## اليهودية الحديثة
في اليهودية الحديِثة، يقتصر استعمال عين سوف على معنى اللانهائية من دون إرجاعها للإله أو لأي معنى ديني أو قبالي.

## للإستزادة
- الله في اليهودية
- وحدة الوجود